# Reneé de Pallás
María del Carmen Pedroso Cabal, más conocida como Reneé de Pallás (Trujillo, Venezuela, 12 de enero de 1907 - Caracas, Venezuela, 14 de noviembre de 1987); fue una primera actriz venezolana. 
Su vida transcurrió entre escenas de teatro, micrófonos radiales y pantallas de televisión. Protagonizó papeles estelares en las producciones dramáticas de Radio Caracas Televisión, Cadena Venezolana de Televisión y Venevisión. Se perfiló como una de las villanas preferidas de la audiencia y hacia el final de su carrera como la predilecta, por escritores y productores, para ejecutar el papel de abuela. Una de las publicaciones más importantes del país la llamó la eterna abuela de la protagonista. Por su talento fue condecorada con la Orden Francisco de Miranda. 
Su último trabajo como actriz lo realizó en el canal 4, en la telenovela El sol sale para todos (1986). Tuvo una larga carrera como actriz, con más de 65 años en el ejercicio actoral. Falleció en el año 1987 en Caracas, Venezuela.

## Filmografía
| Filmografía | Filmografía                   | Filmografía      | Filmografía |
| ----------- | ----------------------------- | ---------------- | ----------- |
| Año         | Título                        | Personaje        |             |
| 1952        | Venezuela también canta       |                  |             |
| 1956        | Tiempos de angustia           |                  |             |
| 1961        | La otra                       | Florentina       |             |
| 1964        | Amor sin fronteras            |                  |             |
| 1966        | Cimarrón                      |                  |             |
| 1966        | El alma no tiene color        | Perla            |             |
| 1967        | María Mercé, La Chinita       |                  |             |
| 1968        | La gata                       | Lorenza          |             |
| 1969        | Pablo y Alicia                |                  |             |
| 1969        | Lisa mi amor                  |                  |             |
| 1969        | El ciego                      | Celia            |             |
| 1969        | La Madre Emilia               |                  |             |
| 1971        | El amo                        |                  |             |
| 1971        | La inolvidable                |                  |             |
| 1972        | María Teresa                  | María Eugenia    |             |
| 1973        | Peregrina                     | Victoria         |             |
| 1973–1974   | Una muchacha llamada Milagros | Onelia           |             |
| 1974        | Mamá                          | Coromoto         |             |
| 1974        | Los poseídos                  | Martha Cory      |             |
| 1975        | Mi hermana gemela             | Julia            |             |
| 1976–1977   | La Zulianita                  | Amelia           |             |
| 1978        | Tres mujeres                  | María Fernanda   |             |
| 1979–1980   | Emilia                        | Leonor           |             |
| 1980        | El despertar                  |                  |             |
| 1980        | Buenos días, Isabel           | Zoila            |             |
| 1981        | La culpa de Ismenia           | Ismenia          |             |
| 1981        | Ligia Sandoval                |                  |             |
| 1981        | Sorángel                      | María Benita     |             |
| 1982        | La bruja                      | Mística Rincones |             |
| 1982        | Lo que no se perdona          |                  |             |
| 1982        | La heredera                   | Delfina          |             |
| 1982        | Ligia Elena                   | Esperanza        |             |
| 1983        | La venganza                   | Claudia          |             |
| 1983        | Nacho                         | Esperanza        |             |
| 1983        | Virginia                      | Justina          |             |
| 1984        | Julia                         | Mercedes         |             |
| 1985        | Las amazonas                  | Delia            |             |
| 1986        | El sol sale para todos        | Florentina       |             |